# Bernard Borggreve
Bernard Robert August Borggreve (Magdeburgo, 6 luglio 1836 – Bendorf, 5 aprile 1914) è stato un botanico tedesco.

## Biografia
Studiò presso l'Accademia Forestale di Eberswalde come allievo di Julius Theodor Christian Ratzeburg, successivamente andò presso l'Università di Gottinga. Nel 1864 venne nominato responsabile del servizio forestale di Hohenlohe e due anni più tardi divenne docente di silvicoltura presso l'Accademia agricola di Bonn-Poppelsdorf. 
Dal 1868 insegnò lezioni di zoologia e di botanica presso l'Accademia di Scienze Forestali di Hann.
Nel 1872 fu nominato capo forestale a Zöckeritz (vicino a Bitterfeld) e nel 1879 tornò a Hann.
Nel 1891 fu nominato, dal Ministero agrario prussiano, Oberforstmeister a Wiesbaden.

## Opere principali
Con Julius Theodor Grunert (1809-1889), fu co-redattore della rivista Forstlichen Blätter; dopo la sua morte diventò unico editore. Nel 1871 pubblicò un'edizione di Lehrbuch für Förster di Georg Ludwig Hartig. 
Altre sue opere:
- Die Vogel-Fauna von Norddeutschland, 1869.
- Die forstabschätzung; ein grundriss der forstertragsregelung und waldwertrechnung, 1888.
- Die Verbreitung und wirtschaftliche Bedeutung der wichtigeren Waldbaumaren innerhalb Deutschlands, 1888.
- Die holzzucht; ein grundriss für unterricht und wirtschaft, 1891.[4]